# Battaglia di Hab
Nella battaglia di Hab del 14 agosto 1119, un esercito crociato al comando del re Baldovino II di Gerusalemme conseguì, contro un esercito musulmano guidato da Ilghazi di Mardin, una vittoria controversa poiché anche questi ultimi si proclamarono vincitori.
La battaglia stabilizzò il Principato d'Antiochia che aveva subito una disastrosa sconfitta solo poche settimane prima, Baldovino II riuscì a riprendere tutti i castelli conquistati da Ilghazi e gli impedì di attaccare Antiochia.

## Scenario
il 28 giugno 1119 l'esercito turco-siriano di Ilghazi aveva distrutto l'esercito di Antiochia nella battaglia dell'Ager Sanguinis;
dopo la sua grande vittoria, l'esercito musulmano conquistò una serie di fortezze nel principato latino, ma avrebbe potuto ottenere risultati migliori:
"l'incapacità di Il Ghazi di trarre profitto dalla sua grande vittoria ... era dovuta non solo alla sua successiva e prolungata ubriachezza, ma al disperdersi delle sue forze in cerca di bottino".
Appena re Baldovino apprese la notizia, dal suo Regno di Gerusalemme portò una forza a nord per soccorrere Antiochia.
Lungo la strada si unì ad un contingente della Contea di Tripoli guidato dal conte Ponzio, inoltre radunò i resti dell'esercito di Antiochia e li aggiunse ai propri soldati.
Poi mosse verso Zardana, 65 chilometri ad est-sudest di Antiochia, che era assediata da Ilghazi.
Mentre erano accampati a Tell Danith, un punto di abbeveraggio, Baldovino seppe che Zardana era caduta, di conseguenza i crociati si prepararono a ritirarsi nella roccaforte di Hab, circa 25 chilometri a sud ovest di Zardana.

## La battaglia
La mattina del 14 agosto Baldovino, prevedendo che durante la ritirata attraverso l'aperta campagna avrebbe incontrato opposizione, organizzò accuratamente il suo esercito:
aprivano la strada tre squadroni di 700 cavalieri,
dietro di loro marciavano diverse migliaia di arcieri e lancieri a piedi,
il Conte Ponzio con i suoi cavalieri tripolitani difendeva il fianco destro mentre un corpo di cavalieri antiocheni, al comando di Robert Fulcoy, proteggeva il fianco sinistro, altri cavalieri di Antiochia erano alla retroguardia;
Baldovino guidava la riserva, composta da cavalieri di Gerusalemme, ma non è chiaro quale posizione occupassero nella formazione.
Come previsto, all'alba iniziarono le incursioni degli arcieri a cavallo Artuqidi sulla colonna. Gli attacchi di Ilghazi presto aumentarono di intensità e l'esercito crociato fu probabilmente costretto a fermarsi abbastanza presto nel corso della giornata.
Gli Artuqidi provocavano gli ifranj sperando di indurre i cavalieri a caricare prematuramente o aprire lacune nella formazione di fanteria nemica e quando tale occasione propizia si presentò essi passarono al combattimento ravvicinato con lancia e spada.
I tre squadroni all'avanguardia furono dispersi e il corpo principale della fanteria latina fu sottoposta ad un pesante attacco. Questa si difese energicamente ma, senza il normale appoggio della cavalleria, subì pesanti perdite.
Sul fianco sinistro, Robert Fulcoy sopraffece le forze che gli si opponevano ma, dopo aver inseguito gli Artuqidi, si allontanò con i suoi cavalieri per verificare la possibilità di riconquistare la sua roccaforte di Zardana.
Nel frattempo i cavalieri comandati dal Conte Ponzio furono dispersi e alcuni fuggirono lontano, verso Antiochia e Tripoli, diffondendo la notizia di un disastro;
una manciata di cavalieri si radunò invece con il Conte Ponzio per unirsi alla riserva di Baldovino e continuare a combattere.
Baldovino salvò la situazione usando abilmente i suoi cavalieri di riserva:
intervenendo in ciascun settore minacciato, tenne unito il suo esercito durante il lungo e aspro combattimento;
alla fine, gli Artuqidi ammisero la sconfitta e si ritirarono dal campo di battaglia.

## Conseguenze
La sofferta vittoria tattica di Baldovino costò ai crociati gravi perdite;
si può supporre che anche l'esercito turco subì perdite dolorose poiché Ilghazi ritirò i suoi uomini dalla lotta, anche se rivendicò comunque la vittoria.
Uno storico osserva che, "senza opposizione, Baldovino ha potuto riconquistare alcune delle località perdute".
Strategicamente è stata una vittoria cristiana, che ha conservato il Principato di Antiochia per diverse generazioni.
Il successivo importante scontro nell'area fu la battaglia di Azaz nel 1125.